# Frank Horvat
Pour les articles homonymes, voir Horvath.

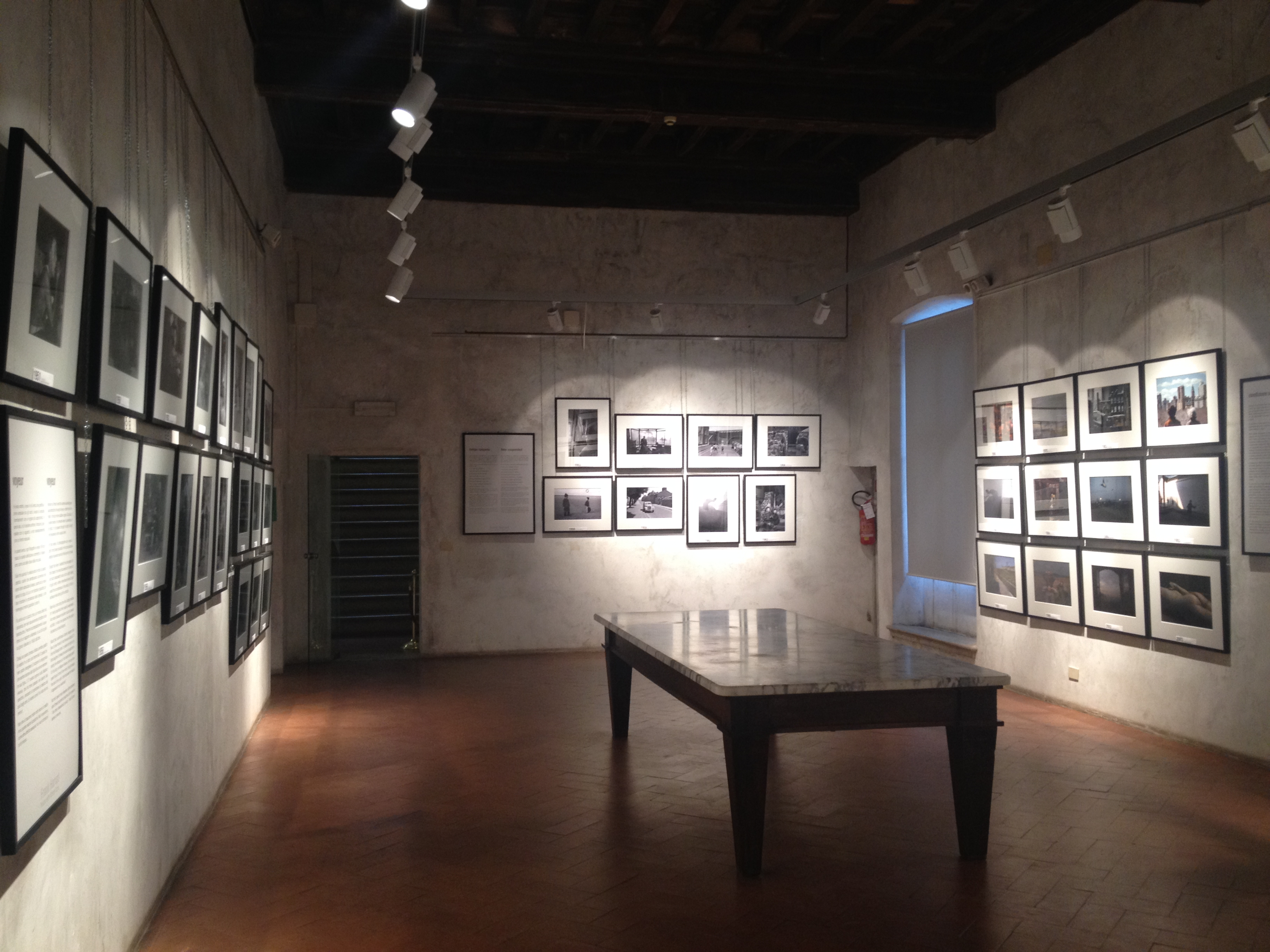

Francesco Horvat dit Frank Horvat est un photographe français d'origine italienne, né le 28 avril 1928 à Abbazia (Italie à l'époque, aujourd'hui Opatija en Croatie) et mort le 21 octobre 2020 à Boulogne-Billancourt.
Sa rencontre avec Henri Cartier-Bresson en 1950 est déterminante pour la suite de son travail.
Dans les années 1960, il acquiert une renommée internationale par ses photos de mode, considérées comme renouvelant le genre. 
Son œuvre est éclectique, allant du photojournalisme au paysage et au portrait, en passant par la photographie de rue et des essais sur la nature et la sculpture. 

## Biographie
Né de parents médecins, juifs et originaires d’Europe centrale, Frank Horvat grandit à Lugano en Suisse où sa famille se réfugie pour fuir le nazisme. Il vivra ensuite en Italie, au Pakistan, en Inde, en Angleterre et en France, où il s’installe à la fin des années 1950, tout en se rendant régulièrement aux États-Unis et en voyageant souvent en Europe, en Amérique et en Asie. 
Son parcours de photographe est influencé, en 1950, par une rencontre avec Henri Cartier-Bresson, qui le détermine à adopter le Leica et à entreprendre un voyage de deux ans en Asie, en tant que photojournaliste indépendant. Les images en noir et blanc qu'il y réalise lui valent ses premiers succès, notamment la participation à l'exposition « The Family of Man », au Museum of Modern Art de New York. 
À partir de 1957, il applique son expérience de reporter à la photographie de mode, avec un style plus réaliste et moins guindé que celui des magazines de l'époque. Ses publications dans Elle, Vogue et Harper's Bazaar, en Europe comme aux États-Unis, influenceront durablement le genre — tout en lui attirant les foudres de Cartier-Bresson, pour qui son mélange de directivité et de non-directivité est « du pastiche ». 
Les années entre 1965 et 1975 sont une période de crise pour les magazines d'actualité et leurs photographes. Horvat tente des expériences d'illustration, de cinéma et de vidéo, souvent inabouties. À partir de 1976, il trouve sa « sortie du désert », avec trois essais photographiques entrepris sans commande (« pour une fois, j'ai été mon propre client ») et destinés à des expositions et à des livres. Portraits d'arbres, Vraies Semblances et New York sont trois projets presque simultanés, à la fois divergents et complémentaires. Horvat les considère comme « son triptyque ». Par rapport à l'orthodoxie « cartier-bressonienne », ils représentent cependant une nouvelle transgression — puisque les trois sont en couleur. 
En 1985, Horvat, souffrant d'une affection des yeux, passe temporairement de la photographie à l'écriture, avec un recueil d'entrevues avec d'autres photographes (dont Édouard Boubat, Robert Doisneau, Mario Giacomelli, Josef Koudelka, Don McCullin, Sarah Moon, Helmut Newton, Marc Riboud, Jeanloup Sieff et Joel-Peter Witkin). 
Les années 1990 le conduisent à une rupture encore plus radicale, par l'utilisation de l'ordinateur et des manipulations qu'il permet. Dans Le Bestiaire et les Métamorphoses d'Ovide, Frank Horvat explore un territoire entre la photographie et la peinture – une recherche qui suscite autant d'objections que d'acclamations, et que lui-même abandonne par la suite, pour se limiter à des interventions plus subtiles, que seul l'ordinateur permet, mais qui restent dans le registre de l'« instant décisif ». Quoi qu'il en soit, ces expériences sont en avance sur leur temps et aussi innovatrices que l'avait été l'utilisation des techniques du reportage pour la mode. 
En 1996, Frank Horvat, changeant encore une fois de sujet, applique les possibilités du numérique à une documentation sur la sculpture romane, publiée en 2000 avec un texte de l'historien Michel Pastoureau. 
Ses deux projets suivants, 1999 (le journal photographique d'une année) et La Véronique (les 30 mètres autour de sa maison en Provence), sont considérées par Horvat comme ses contributions plus personnelles à la photographie. Le premier obtient un assez large retentissement, le deuxième reste relativement confidentiel. Dans l'un comme dans l'autre, Horvat explore les mystères et les émerveillements du quotidien, tout à l'opposé de la tendance, très diffuse parmi les photographes, à mettre en exergue le superlatif et l'exceptionnel. Ce sont des œuvres de maturité, caractérisées par une maîtrise technique qui parvient à se faire oublier et par une richesse de références et d'associations d'idées.
Frank Horvat vivait et travaillait à Boulogne-Billancourt où il meurt le 21 octobre 2020 à l’âge de 92 ans,.

## Publications
- Années 1970
  - 1979 : The Tree, Aurum Press, Londres (avec un texte de John Fowles)
- Années 1990
  - 1990 : Entre vues, éditions Nathan, Paris (également édité en chinois et en japonais)
  - 1991 : Les Sculptures de Degas, Imprimerie nationale, Paris
  - 1992 : Yao le chat botté, éditions Gautier-Languereau, Paris
  - 1994 :
    - Arbres, Imprimerie nationale, Paris
    - Le Bestiaire d'Horvat, CNP et Actes Sud

  - 1996 : Paris-London, éditions de la Ville de Paris
  - 1998 : 
    - 51 Photographies en noir et blanc, Peliti, Rome
    - 51 Photographs in Black and White, Dewi Lewis, Manchester

  - 1999 : 
    - Vraies Semblances, Peliti, Rome
    - Vraies Semblances, Fotovision, Séville
    - Very Similar, Dewi Lewis, Manchester
    - Der Wahre Schein, Braus, Heidelberg
- Années 2000
  - 2000 :
    - Frank Horvat, Photo Poche no 88, Delpire et Nathan, Paris
    - 1999 : Un journal photographique, Actes Sud, Arles
    - 1999 : A Daily Report, Dewi Lewis, Manchester
    - 1999 : Ein Tagebuch, Braus, Heidelberg

  - 2001 : Figures romanes, éditions du Seuil, Paris
  - 2006 : Le Labyrinthe Horvat, éditions du Chêne, Paris
- Années 2010
  - 2013 : La maison aux quinze clefs, Terre Bleue, Paris  (ISBN 978-2-909953-30-4)
  - 2015 : Please don't smile, Hatje Cantz, Berlin
  - 2016 : Frank Horvat, Photographic Autobiography, Hatje Cantz, Berlin
- Années 2020
  - 2020 : Side Walk, éditions Atelier EXB, Paris

## Expositions
Liste non exhaustive
- Années 1970
  - 1978 : Rencontres d'Arles, Arles
- Années 1980
  - 1989 : « Côté mode », Espace Paris-Audiovisuel, Paris
  - 1989 : Rétrospective, galerie du Château d'Eau, Toulouse
  - 1994 : « Le bestiaire d'Horvat », Centre national de la photographie, Paris
  - 1996 : « Paris-Londres », musée Carnavalet, Paris
- Années 2000
  - 2000 : « 1999. Un journal photographique », musée Maillol, Paris
  - 2006 :
    - Rétrospective « Le labyrinthe Horvat », Espace Landowski, Boulogne-Billancourt
    - « Fashion photographs », in black and white and colour, Holden Luntz Gallery, Palm Beach, Floride

  - 2007 : « Romanesque sculpture », La-Maison-près-Bastille, Paris
  - 2008 : « New York up and down », La-Maison-près-Bastille, Paris
  - 2009 : « Black and white photographs », Galerie Hiltawski, Berlin
- Années 2010
  - 2010 : « Fashion photography », Manège, Saint-Pétersbourg
  - 2011 : « No repeat », avec the International Award for Photography, CRAF, Spilimbergo et Udine
  - 2012 :
    - « Frank Horvat » exposition personnelle, Brucie Collections, Kiev
    - « A Trip through a mind », Galerie Hiltawsky, Berlin
    - « Fashion photography », Vancouver
    - « Trip to Carrara », Galerie Dina Vierny, Paris

  - 2013 : « Les mains d’Horvat », Galerie Dina Vierny, Paris
  - 2014 :
    - « Fashion… Frank Horvat », Galerie Hiltawsky, Berlin
    - « House of Fifteen Keys », exposition rétrospective, Palazzo mediceo di Seravezza, Seravezza Lucca

  - 2016 : Galerie Dina Vierny, Paris
- Années 2020
  - 2020
    - « Frank Horvat, Vraies Semblances, 1981-1986 », Galerie Lelong & Co, Paris, du 8 juin au 10 octobre 2020[8]
    - « Paris, années 1950 », Maison de la photographie Robert-Doisneau, Gentilly, du 14 octobre 2020 au 10 janvier 2021[9],[6]

  - 2022
    - « Frank Horvat 50-65 », Jeu de Paume - Château de Tours, du 17 juin au 9 octobre 2022[10]

  - 2023
    - « Paris, Frank Horvat », Centre photographique Rouen Normandie, du 1er avril au 2 septembre 2023
    - « Frank Horvat. Paris, le monde, la mode », Jeu de Paume, du 16 juin au 17 septembre 2023

## Collections publiques
- Bibliothèque nationale de France, Paris
- Fonds national d'art contemporain, ministère de la Culture, Paris
- Musée des beaux-arts de Nantes
- Victoria and Albert Museum, Londres
- Musée d'art moderne de la ville de Paris
- Centre Pompidou, Paris
- Fondation Cartier, Paris
- Maison européenne de la photographie, Paris
- Museum of Modern Art, New York
- Eastman House, Rochester, New York
- Musée Ludwig, Cologne
- Kunstbibliothek, Berlin
- Musée Carnavalet, Paris
- Musée Galliera, Paris
- High Museum of Art, Atlanta
- Fondation Vila Casas (en), Barcelone

### Filmographie
- Le Procédé Fresson, 1986, un film de Jean Réal avec Michel Fresson, Bernard Faucon, Bernard Plossu, Frank Horvat
- Frank Horvat : l’œil qui voulait toucher le monde, par Alexandre Devaux, Artnet
- Le Photosophe, des instants avec Frank Horvat, un film documentaire de Sandra Wis, 2019

### Podcast
Sandrine Treiner, « À voix nue : Frank Horvat (5 épisodes de 28 min) », sur France Culture, 19 mai 2014